# Intenso
Intenso é um álbum ao vivo da dupla sertaneja brasileira Zé Neto & Cristiano, lançado em dezembro de 2024 pela gravadora Som Livre.

## Antecedentes
Em 2023, a dupla lançou Escolhas, que foi um sucesso comercial, sobretudo pelo desempenho de músicas como "Oi Balde", "Pátio do Posto" e "Barulho do Foguete". O projeto também reuniu regravações dos álbuns anteriores, como "Você Beberia ou não Beberia?" e "Ela e Ela".

## Gravação
O álbum foi gravado ao vivo em Valinhos, interior de São Paulo, sob produção de Dudu Oliveira, que produziu todos os discos da dupla a partir de Por Mais Beijos ao Vivo (2020). A obra conteve as participações especiais de Simone Mendes, Luan Santana, Ana Castela e Leo Santana. Na época, foi anunciado que o projeto contaria com 24 faixas inéditas, dentre elas, o single "Deu Moral". A gravação também contou com a participação de familiares da dupla e uma homenagem a mãe de Cristiano.

## Lançamento
O primeiro single liberado pela dupla se deu em 11 de abril de 2024, com "Deu Moral". "Foi Intenso" saiu como segundo single, com participação de Ana Castela, em 1 de maio.
A edição completa do projeto saiu em 13 de dezembro de 2024, com 24 faixas.